# ستيف ماكان
ستيف ماكان (بالإنجليزية: Steve McCann)‏ هو دراج أسترالي، ولد في 3 فبراير 1983.